# Tour de France de 1994
O Tour de France 1994 foi a 81º Volta a França, teve início no dia 2 de Julho e concluiu-se em 24 de Julho de 1994. A corrida foi composta por 21 etapas, no total mais de 3978 km, foram percorridos com uma média de 38,383 km/h.

## Resultados

### Classificação geral
| Class. | Nome                     | País           | Equipa | Tempo        |
| ------ | ------------------------ | -------------- | ------ | ------------ |
| 1      | Miguel Induráin          | Espanha        |        | 103h 38' 38" |
| 2      | Piotr Ugrumov            | Letônia        |        | 5' 39"       |
| 3      | Marco Pantani            | Itália         |        | 7' 19"       |
| 4      | Luc Leblanc              | França         |        | 10' 03"      |
| 5      | Richard Virenque         | França         |        | 10' 10"      |
| 6      | Roberto Conti            | Itália         |        | 12' 29"      |
| 7      | Alberto Elli             | Itália         |        | 20' 17"      |
| 8      | Alex Zulle               | Suíça          |        | 20' 35"      |
| 9      | Udo Bolts                | Alemanha       |        | 25' 19"      |
| 10     | Vladimir Poulnikov       | Ucrânia        |        | 25' 28"      |
| 11     | Pascal Lino              | França         |        | 26' 01"      |
| 12     | Fernando Escartin        | Espanha        |        | 30' 38"      |
| 13     | Gianluca Bortolami       | Itália         |        | 32' 35"      |
| 14     | Bjarne Riis              | Dinamarca      |        | 33' 32"      |
| 15     | Oscar Pellicioli         | Itália         |        | 34' 55"      |
| 16     | Nelson Rodriguez         | Colômbia       |        | 35' 18"      |
| 17     | Jean-François Bernard    | França         |        | 36' 44"      |
| 18     | Hernan Buenahora         | Colômbia       |        | 38' 00"      |
| 19     | Rolf Sorensen            | Dinamarca      |        | 42' 39"      |
| 20     | Bo Hamburger             | Dinamarca      |        | 43' 44"      |
| 21     | Thomas Davy              | França         |        | 46' 41"      |
| 22     | Eric Caritoux            | França         |        | 47' 19"      |
| 23     | Federico Munoz           | Espanha        |        | 48' 33"      |
| 24     | Jim Van de Laer          | Bélgica        |        | 48' 35"      |
| 25     | Bruno Cenghialta         | Itália         |        | 51' 30"      |
| 26     | Charly Mottet            | França         |        | 51' 44"      |
| 27     | Beat Zberg               | Suíça          |        | 57' 06"      |
| 28     | Gerd Audhem              | Alemanha       |        | 57' 44"      |
| 29     | Erik Breukink            | Países Baixos  |        | 59' 55"      |
| 30     | Abraham Olano            | Espanha        |        | 1h 01' 29"   |
| 31     | Alvaro Mejia             | Colômbia       |        | 1h 01' 43"   |
| 32     | Ramon Gonzales-Arrieta   | Espanha        |        | 1h 02' 40"   |
| 33     | Pascal Hervé             | França         |        | 1h 07' 16"   |
| 34     | Federico Echave          | Espanha        |        | 1h 07' 45"   |
| 35     | Laurent Dufaux           | Suíça          |        | 1h 09' 30"   |
| 36     | Vjatceslav Ekimov        | Rússia         |        | 1h 09' 50"   |
| 37     | Franco Vona              | Itália         |        | 1h 10' 41"   |
| 38     | Rolf Aldag               | Alemanha       |        | 1h 10' 59"   |
| 39     | Enrico Zaina             | Itália         |        | 1h 12' 16"   |
| 40     | Arsenio Gonzales         | Espanha        |        | 1h 12' 41"   |
| 41     | Flavio Vanzella          | Itália         |        | 1h 24' 05"   |
| 42     | Franco Chioccioli        | Itália         |        | 1h 26' 52"   |
| 43     | François Simon           | França         |        | 1h 30' 50"   |
| 44     | Arturas Kasputis         | Lituânia       |        | 1h 37' 46"   |
| 45     | Jesper Skibby            | Dinamarca      |        | 1h 41' 21"   |
| 46     | Davide Perona            | Itália         |        | 1h 43' 05"   |
| 47     | Jean-Claude Bagot        | França         |        | 1h 44' 06"   |
| 48     | Miguel Arroyo            | México         |        | 1h 44' 11"   |
| 49     | Jose-Ramon Uriarte       | Espanha        |        | 1h 44' 51"   |
| 50     | Dag-Otto Lauritzen       | Noruega        |        | 1h 45' 54"   |
| 51     | Eddy Seigneur            | França         |        | 1h 47' 15"   |
| 52     | Neil Stephens            | Austrália      |        | 1h 47' 59"   |
| 53     | Thierry Marie            | França         |        | 1h 48' 47"   |
| 54     | Giancarlo Perini         | Itália         |        | 1h 50' 07"   |
| 55     | Angel Camargo            | Colômbia       |        | 1h 50' 08"   |
| 56     | Gérard Rue               | França         |        | 1h 51' 28"   |
| 57     | Djamolidine Abdoujaparov | Uzbequistão    |        | 1h 51' 34"   |
| 58     | Giorgio Furlan           | Itália         |        | 1h 52' 18"   |
| 59     | Jörg Muller              | Suíça          |        | 1h 52' 19"   |
| 60     | Jens Heppner             | Alemanha       |        | 1h 53' 46"   |
| 61     | Andrea Peron             | Itália         |        | 1h 53' 47"   |
| 62     | Vladislav Bobrik         | Rússia         |        | 1h 55' 12"   |
| 63     | Serguei Outschakov       | Ucrânia        |        | 1h 57' 31"   |
| 64     | Christophe Manin         | França         |        | 1h 58' 02"   |
| 65     | Mauro Santaromita        | Itália         |        | 1h 58' 09"   |
| 66     | Ronan Pensec             | França         |        | 1h 59' 02"   |
| 67     | Vicente Aparicio         | Espanha        |        | 1h 59' 34"   |
| 68     | Luc Roosen               | Bélgica        |        | 2h 00' 43"   |
| 69     | Phil Anderson            | Austrália      |        | 2h 01' 13"   |
| 70     | Raul Alcala              | México         |        | 2h 04' 41"   |
| 71     | Sean Yates               | Reino Unido    |        | 2h 04' 45"   |
| 72     | Dimitri Zdhanov          | Rússia         |        | 2h 08' 20"   |
| 73     | Rolf Jaermann            | Suíça          |        | 2h 10' 46"   |
| 74     | Philippe Louviot         | França         |        | 2h 12' 10"   |
| 75     | Massimo Ghirotto         | Itália         |        | 2h 12' 49"   |
| 76     | Carlo Bomans             | Bélgica        |        | 2h 12' 55"   |
| 77     | Gerrit De Vries          | Países Baixos  |        | 2h 14' 53"   |
| 78     | Thierry Gouvenou         | França         |        | 2h 15' 23"   |
| 79     | Atle Kvasvoll            | Noruega        |        | 2h 15' 23"   |
| 80     | Johan Museeuw            | Bélgica        |        | 2h 17' 26"   |
| 81     | Pascal Chanteur          | França         |        | 2h 17' 36"   |
| 82     | Peter De Clercq          | Bélgica        |        | 2h 21' 43"   |
| 83     | Stephen Hodge            | Austrália      |        | 2h 23' 50"   |
| 84     | Uwe Raab                 | Alemanha       |        | 2h 24' 38"   |
| 85     | Julio-Cesar Cadena       | Colômbia       |        | 2h 24' 52"   |
| 86     | Marco Zen                | Itália         |        | 2h 25' 13"   |
| 87     | Francisco Cabello        | Espanha        |        | 2h 25' 35"   |
| 88     | Guy Nulens               | Bélgica        |        | 2h 25' 52"   |
| 89     | Frankie Andreu           | Estados Unidos |        | 2h 26' 24"   |
| 90     | Guido Bontempi           | Itália         |        | 2h 26' 27"   |
| 91     | Bruno Thibout            | França         |        | 2h 26' 42"   |
| 92     | Marc Wauters             | Bélgica        |        | 2h 28' 38"   |
| 93     | Hendrik Redant           | Bélgica        |        | 2h 28' 57"   |
| 94     | Silvio Martinello        | Itália         |        | 2h 29' 04"   |
| 95     | Melchor Mauri            | Espanha        |        | 2h 30' 20"   |
| 96     | Angel Edo                | Espanha        |        | 2h 31' 01"   |
| 97     | Mario Kummer             | Alemanha       |        | 2h 31' 42"   |
| 98     | Rudy Verdonck            | Bélgica        |        | 2h 32' 24"   |
| 99     | Erwin Nijboer            | Países Baixos  |        | 2h 34' 27"   |
| 100    | Cezary Zamana            | Polónia        |        | 2h 34' 43"   |
| 101    | Erik Dekker              | Países Baixos  |        | 2h 34' 52"   |
| 102    | Alberto Leanizbarrutia   | Espanha        |        | 2h 36' 05"   |
| 103    | Jan Svorada              | Chéquia        |        | 2h 36' 25"   |
| 104    | Michel Dernies           | Bélgica        |        | 2h 36' 31"   |
| 105    | Olaf Ludwig              | Alemanha       |        | 2h 37' 37"   |
| 106    | Christian Henn           | Alemanha       |        | 2h 37' 48"   |
| 107    | Dario Bottario           | Itália         |        | 2h 39' 17"   |
| 108    | Davide Cassani           | Itália         |        | 2h 41' 32"   |
| 109    | Herminio Diaz-Zabala     | Espanha        |        | 2h 42' 06"   |
| 110    | Giovanni Fidanza         | Itália         |        | 2h 42' 47"   |
| 111    | Remo Rossi               | Itália         |        | 2h 43' 51"   |
| 112    | Stephen Swart            | Nova Zelândia  |        | 2h 44' 38"   |
| 113    | Francis Moreau           | França         |        | 2h 51' 13"   |
| 114    | Mario Chiesa             | Itália         |        | 2h 52' 02"   |
| 115    | Eros Poli                | Itália         |        | 2h 52' 41"   |
| 116    | Rob Mulders              | Países Baixos  |        | 3h 08' 32"   |
| 117    | John Talen               | Países Baixos  |        | 3h 39' 03"   |

## Etapas
| Etapa      | Data    | Partida - Chegada          | km            | Vencedor da etapa           | Líder da classificação geral |
| Prólogo    | July 2  | Lille                      | 7,2 CLM       | Chris Boardman Reino Unido  | Chris Boardman Reino Unido   |
| 1ª etapa   | July 3  | Lille-Armentières          | 234           | D. Abdoujaparov Uzbequistão | Chris Boardman Reino Unido   |
| 2nd etapa  | July 4  | Roubaix-Boulogne-sur-Mer   | 203,5         | JP Van Poppel Países Baixos | Chris Boardman Reino Unido   |
| 3rd etapa  | July 5  | Calais-Eurotunnel          | 66,5 CLM/team | GB-MG Technogym             | Johan Museeuw Bélgica        |
| 4th etapa  | July 6  | Dover-Brighton             | 204,5         | Francisco Cabello Espanha   | Flavio Vanzella Itália       |
| 5th etapa  | July 7  | Portsmouth-Portsmouth      | 187           | Nicola Minali Itália        | Flavio Vanzella Itália       |
| 6th etapa  | July 8  | Cherbourg-Rennes           | 270,5         | Gianluca Bortolami Itália   | Sean Yates Reino Unido       |
| 7th etapa  | July 9  | Rennes-Futuroscope         | 203           | Jan Svorada Chéquia         | Johan Museeuw Bélgica        |
| 8th etapa  | July 10 | Poitiers-Trélissac         | 218,5         | Bo Hamburger Dinamarca      | Johan Museeuw Bélgica        |
| 9th etapa  | July 11 | Périgueux-Bergerac         | 64 CLM        | Miguel Indurain Espanha     | Miguel Indurain Espanha      |
| 10th etapa | July 12 | Bergerac-Cahors            | 160,5         | Jacky Durand França         | Miguel Indurain Espanha      |
| 11th etapa | July 13 | Cahors-Lourdes-Hautacam    | 263,5         | Luc Leblanc França          | Miguel Indurain Espanha      |
| 12th etapa | July 15 | Lourdes-Luz-Ardiden        | 204,5         | Richard Virenque França     | Miguel Indurain Espanha      |
| 13th etapa | July 16 | Bagnères-de-Bigorre-Albi   | 223           | Bjarne Riis Dinamarca       | Miguel Indurain Espanha      |
| 14th etapa | July 17 | Castres-Montpellier        | 202           | Rolf Sørensen Dinamarca     | Miguel Indurain Espanha      |
| 15th etapa | July 18 | Montpellier-Carpentras     | 231           | Eros Poli Itália            | Miguel Indurain Espanha      |
| 16th etapa | July 19 | Valréas-L'Alpe-d'Huez      | 224,5         | Roberto Conti Itália        | Miguel Indurain Espanha      |
| 17th etapa | July 20 | Bourg-d'Oisans-Val Thorens | 149           | Nelson R. Serna Colômbia    | Miguel Indurain Espanha      |
| 18th etapa | July 21 | Moûtiers-Cluses            | 174,5         | Piotr Ugrumov Letônia       | Miguel Indurain Espanha      |
| 19th etapa | July 22 | Cluses-Avoriaz             | 46,5 CLM      | Piotr Ugrumov Letônia       | Miguel Indurain Espanha      |
| 20th etapa | July 23 | Morzine-Lac-Saint-Point    | 208,5         | D. Abdoujaparov Uzbequistão | Miguel Indurain Espanha      |
| 21ª etapa  | July 23 | Disneyland-Paris           | 175           | Eddy Seigneur França        | Miguel Indurain Espanha      |